# Edgar van Engeland
Edgar (ca. 942 – Winchester, 8 juli 975), de Vreedzame, was koning van Engeland van 959 tot 975.
Edgar verwierf in 957, door de steun van aartsbisschop Odo, de macht in Engeland ten noorden van de Theems, ten koste van zijn broer koning Edwy. Hij volgde zijn broer officieel op na diens dood in 959, waarmee de eenheid van het rijk werd hersteld. Hij begunstigde de kloosters en benoemde nieuwe bisschoppen. Hij verplichtte de, in zijn opdracht door Æthelwold van Winchester in het Engels vertaalde, regel van Benedictus in de kloosters en liet in de kathedraalkapittels de kanunniken vervangen door monniken. Hij haalde de later heilig verklaarde Dunstan terug uit zijn ballingschap en maakte hem aartsbisschop van Canterbury. De Denen in de Danelaw kregen van hem een verregaande autonomie. Edgar hervormde het muntwezen en introduceerde een systeem om de kwaliteit van munten te bewaken.
Edgar ontvoerde de abdis Wulfthryth van Wilton en kreeg met haar een dochter. Volgens de overlevering leidde dit tot een conflict met de geestelijkheid waardoor Edgar pas laat werd gekroond. De kroning vond uiteindelijk toch plaats in 973 in Bath. Deze door Dunstan ontworpen plechtigheid waarbij de Aartsbisschop van Canterbury de kroning en zalving verrichtte vormde de basis voor de kroning van de Engelse koningen sindsdien. Edgar liet zich "Imperator" noemen. Na zijn kroning werd Edgar door koningen in Wales en Schotland (in naam) als heer erkend tijdens een bijeenkomst in Chester, waar ze hem steun op land en ter zee beloofden. Edgar kreeg zijn bijnaam niet aan zijn instelling maar aan de opmerkelijke afwezigheid van oorlogen en Vikingaanvallen tijdens zijn bewind. Hij werd begraven in de abdij van Glastonbury.
Edgar was de jongste zoon van koning Edmund I en diens vrouw Elgiva. Met Wulfthryth kreeg hij een dochter Eadgifu. Ca. 963 trouwde hij met Æthelflæd, dochter van Ealdorman Ordmar van Devon en zijn vrouw Ealda. Hun zoon was Eduard, Edgars opvolger. Vermoedelijk heeft Edgar haar in 965 verstoten om te kunnen trouwen met Ælfthryth, dochter van Ordgar. 
Ælfthryth (Lydford, ca. 945 - abdij van Wherwell, ca. 1000) was beroemd om haar schoonheid en Edgar stuurde Aethelwald, ealdorman van East Anglia, om haar namens hem ten huwelijk te vragen als ze inderdaad zo mooi zou zijn als ze volgens de geruchten was. Aethelwald werd zelf verliefd op haar, trouwde met haar en zei tegen Edgar dat ze in werkelijkheid helemaal niet mooi was. Edgar vertrouwde hem niet en besloot haar te bezoeken. Aethelwald zei Ælfthryth zich zo lelijk mogelijk te maken maar zij maakte zich juist zo mooi mogelijk. Korte tijd later doodde Edgar Aethelwald tijdens de jacht en trouwde met Ælfthryth.
In 973 werd Ælfthryth de tweede koningsgemalin die in een kerkelijke ceremonie tot koningin van Engeland werd gekroond, waarna de kroningsplechtigheid in wezen onveranderd is gebleven. De eerste kroning was bij Judith van West-Francië, dochter van de Franse monarch Karel de Kale, naar gebruik in het Karolingische Rijk waar ze in 856 trouwde met Æthelwulf van Wessex.
Edgar en Ælfthryth kregen de volgende kinderen:
- Edmund (ovl. 970), begraven in de abdij van Romsey.
- Ethelred II

Ælfthryth zou opdracht hebben gegeven voor de moord op haar stiefzoon Eduard. Zij is begraven in de abdij van Wherwell.

## Voorouders
| Voorouders van Edgar van Engeland | Voorouders van Edgar van Engeland               | Voorouders van Edgar van Engeland               | Voorouders van Edgar van Engeland                         | Voorouders van Edgar van Engeland                         | Voorouders van Edgar van Engeland               | Voorouders van Edgar van Engeland               | Voorouders van Edgar van Engeland               | Voorouders van Edgar van Engeland               |
| --------------------------------- | ----------------------------------------------- | ----------------------------------------------- | --------------------------------------------------------- | --------------------------------------------------------- | ----------------------------------------------- | ----------------------------------------------- | ----------------------------------------------- | ----------------------------------------------- |
| Overgrootouders                   | Alfred de Grote (848-899) ∞ Ealhswith (852-905) | Alfred de Grote (848-899) ∞ Ealhswith (852-905) | Sigihelm, heer van Meopham, Cooling en Lenham (-) ∞ ? (–) | Sigihelm, heer van Meopham, Cooling en Lenham (-) ∞ ? (–) | ? (-) ∞ ? (–)                                   | ? (-) ∞ ? (–)                                   | ? (-) ∞ ? (–)                                   | ? (-) ∞ ? (–)                                   |
| Grootouders                       | Eduard de Oudere (874/77-924) ∞ Eadgifu (-968)  | Eduard de Oudere (874/77-924) ∞ Eadgifu (-968)  | Eduard de Oudere (874/77-924) ∞ Eadgifu (-968)            | Eduard de Oudere (874/77-924) ∞ Eadgifu (-968)            | ? (-) ∞ ? (–)                                   | ? (-) ∞ ? (–)                                   | ? (-) ∞ ? (–)                                   | ? (-) ∞ ? (–)                                   |
| Ouders                            | Edmund I van Engeland (922-946) ∞ Elgiva (–944) | Edmund I van Engeland (922-946) ∞ Elgiva (–944) | Edmund I van Engeland (922-946) ∞ Elgiva (–944)           | Edmund I van Engeland (922-946) ∞ Elgiva (–944)           | Edmund I van Engeland (922-946) ∞ Elgiva (–944) | Edmund I van Engeland (922-946) ∞ Elgiva (–944) | Edmund I van Engeland (922-946) ∞ Elgiva (–944) | Edmund I van Engeland (922-946) ∞ Elgiva (–944) |
| Edgar van Engeland (942–975)      |                                                 |                                                 |                                                           |                                                           |                                                 |                                                 |                                                 |                                                 |

- Bibliothèque nationale de France: cb15612674s (data)
- Gemeinsame Normdatei: 129636525
- International Standard Name Identifier: 0000 0000 2231 5549
- Library of Congress Control Number: n83206566
- Nationale bibliotheek van Australië: 61539781
- Nationale Bibliotheek van Israël: 987007599026405171
- Nederlandse Thesaurus van Auteursnamen: 070464421
- LIBRIS: 382414
- Système universitaire de documentation: 124031757
- Museum of New Zealand Te Papa Tongarewa: 66190
- Trove: 1842435
- Virtual International Authority File: 13393744
- WorldCat: E39PBJcwGXDYBVdfTdpVVpBkjC